# Lizzie Burns

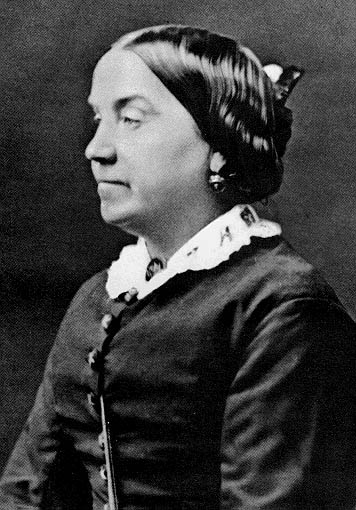
Lizzie Burns fotografada por William Hall em 1877, Brighton.

Lydia "Lizzie" Burns (6 de agosto de 1827 – 12 de setembro de 1878 em Londres) foi uma operária irlandesa, mais conhecida por ter sido parceira de longa data de Friedrich Engels e irmã de sua companheira Mary Burns (1821-1863). Vale dizer que, na sociedade vitoriana de então, a exploração do trabalho da Inglaterra industrializada recaía duas vezes mais sobre as mulheres e os irlandeses.
Lizzie Burns foi filha de Mary Conroy e de Michael Burns ou Byrne, um tintureiro em uma fábrica de algodão. A família pode ter vivido em Deansgate. Sua mãe morreu em 1835, e seu pai se casou novamente um ano depois.
Sua irmã mais velha Mary Burns morreu repentinamente de doença cardíaca em 1863. Na década de 1850, quando Mary Burns e Engels viviam em Ardick, Lizzie ficou com eles como governanta e agregada e, após a morte de sua irmã, acabou se tornando companheira de Engels. Na década de 1870, eles viviam abertamente como um casal em Londres, com a sobrinha de Lizzie, Mary Ellen (conhecida como Pumps), como governanta.
Tanto Lizzie quanto sua irmã Mary eram conhecidas como mulheres analfabetas, porém inteligentes, com fortes laços com a classe trabalhadora de onde provinham, e tal verve era amplificada através da teoria de Engels e Marx. Foram elas que mostraram a Engels as entranhas dos estratos sociais mais baixos e as condições reais dos assalariados nas fábricas da Grã-Bretanha. Eleanor Marx, filha de Marx e militante socialista, escreveu que
"[Lizzie] era analfabeta e não sabia ler nem escrever, mas era verdadeira, honesta e, de certa forma, a mulher de alma mais fina que você poderia conhecer."
Rachel Holms observa que "Como sua irmã, Lizzie Burns era uma participante dedicada do movimento republicano irlandês, e a casa que ela compartilhava com Engels na 86 Mornington Street era um ponto de encontro e uma casa segura para ativistas fenianos. Ela amava a liberdade, sem espartilho, ferozmente política e cintilante de diversão". Lizzie teve uma influência considerável sobre a jovem Eleanor Marx, convertendo-a em uma defensora entusiasta do nacionalismo irlandês e dos fenianos. Enquanto seu pai Karl Marx tinha algumas reservas sobre os métodos dos fenianos, Eleanor se identificava completamente com eles, assinando regularmente suas cartas para Lizzie como "Eleanor, FS" (Irmã Feniana).
No início de setembro de 1878, Burns adoeceu gravemente com algum tipo de tumor e, para agradar suas crenças, Engels casou-se com ela - algo que não tinha feito com Mary Burns, porque considerava o casamento uma instituição burguesa. Lizzie morreu horas depois. Sua morte causou forte impressão em Engels, que também já tinha ficado abalado com a morte repentina da primeira companheira anos antes. Um tempo depois, ele escreveu o seguinte sobre ela:
"Minha esposa foi uma verdadeira filha do proletariado irlandês e sua devoção apaixonada à classe em que nasceu valeu muito mais - e me ajudou mais em tempos de estresse - do que toda a elegância de uma classe média culta e artística sabichona."
Engels enterrou Lydia no Cemitério Católico de St Mary (ao contrário de Engels, Lizzie preservava alguma crença), Kensal Green. E escreveu na lápide: "LYDIA, Esposa de Frederick Engels".